# Erwin Aderhold
Erwin Robert Hermann Aderhold (* 15. November 1901 in Rixdorf bei Berlin; † 8. Dezember 1976 in Berlin-Kreuzberg) war ein deutscher Schauspieler bei Bühne und Fernsehen.

## Leben und Wirken
Aderhold erhielt von 1921 bis 1923 seine Ausbildung an der Max-Reinhardt-Schule in Berlin. 1923 übernahmen ihn die Kammerspiele Berlin, wo er mit dem Hugenberg in Frank Wedekinds Die Büchse der Pandora seinen Einstand gab. Anschließend erhielt er Engagements an Bühnen in Frankfurt/Main (1924/25), München (1926–28), Hamburg (1934/35), Marburg (Festspiele der Jahre 1934 bis 1939), Berlin (unter Heinrich Georges Intendanz am Schillertheater 1939 bis 1942, danach an anderen Berliner Spielstätten wie dem Theater am Schiffbauerdamm und der Volksbühne). In den ausgehenden 1920er und frühen 1930er Jahren war Aderhold Ansager beim Reichssender Berlin. Vor die Kamera trat der in zweiter Ehe mit der Schauspielerin Hedda Sarnow verheiratete Aderhold erst sehr spät und relativ selten. Seine letzte Fernsehrolle war zugleich seine bekannteste: In einem Film über Gneisenau spielte er 1970 den Helden von Waterloo, Feldmarschall Blücher.

## Filmografie
- 1956: Nekrassow
- 1963: Unterm Birnbaum
- 1967: Das ausgefüllte Leben des Alexander Dubronski
- 1969: Unwichtiger Tag
- 1970: Gneisenau
- 1970: Schlagzeilen über einen Mord